# Зернин, Александр Петрович
Александр Петрович Зернин (1821—1866) — русский историк, профессор Харьковского университета.

## Биография
Родился 30 июня (12 июля) 1821 года в дворянской семье. В 1844 году окончил Главный педагогический институт и был оставлен в нём для подготовки диссертации; в 1845 году преподавал в высшем отделении русскую историю в период отъезда профессора Устрялова за границу.
В 1847 году после защиты, на историко-филологическом отделении Петербургского университета, диссертации «Об отношениях константинопольского патриарха к русской иерархии» (СПб., 1846. — 64 с.) получил степень магистра и в марте был переведён адъюнкт-профессором в Харьковский университет. В 1847 году Зернин состоял секретарём историко-филологического факультета; в 1849 году получил в заведование минц-кабинет; 29 декабря 1849 года был утверждён в степени доктора исторических наук, политической экономии и статистики, с поручением кафедры русской истории; 4 июля 1851 года был утверждён в звании экстраординарного профессора; с 3 февраля 1854 года состоял членом и секретарём комитета для испытания лиц, ищущих звания домашних учителей и учительниц; 8 декабря 1854 года был утверждён в звании ординарного профессора по кафедре русской истории.
С 6 июня 1859 года был деканом историко-филологического факультета Харьковского университета; в этом же году преподавал всеобщую историю. В 1860 году Зернин состоял председателем испытательной комиссии для поступающих в студенты.
Кроме этого, А. П. Зернин с 1856 года состоял членом-корреспондентом Харьковского губернского статистического комитета и с 1858 года был цензором неофициальной части «Харьковских губернских ведомостей».
В 1856 году Зернин был избран действительным членом Императорского Московского общества истории и древностей Российских.
Научные труды А. П. Зернина свидетельствуют об основательном изучении затрагиваемых им вопросов: «Об учреждении в России патриаршества», «Нифонт епископ новгородский», «Царь Алексей Михайлович», «Император Василий Македонянин», «Очерк жизни константинопольского патриарха Фотия» ([Москва, 1858]. — 94 с.), «Жизнь и литературные труды Константина Багрянородного» (Харьков, 1858. — 119 с.), «Очерки, служащие к разъяснению польской истории XVI века», «О самозванцах», (по поводу сочинения Мериме: «Лжедимитрий»), «О мятежах в царствование Алексея Михайловича», «Судьба местничества при первых 3 государях династии Романовых», разбор сочинения Костомарова — «Богдан Хмельницкий».
«Он не был блестящим лектором, но приносил большую пользу слушателям научным изложением предмета, знакомя их с первоисточниками». Н. А. Лавровский указывал:

Можно смело сказать, что прослушавшие его курс истории, если только сами серьёзно относились к делу, выносили из университета полное и основательное знание науки и её литературы.

Можно с полною уверенностью сказать, что каждый его труд приносил действительную пользу науке: или как опыт решения того или другого вопроса науки, например, в статьях об учреждении патриаршества в России, о мятежах в царствование Алексея Михайловича, или по разработке материала науки, например, в очерках, служащих к разъяснению истории Польши, в очерках жизни патриарха Фотия и др., или по ознакомлению публики с явлениями в области науки на Западе, например, в статье о самозванцах и других

Умер А. П. Зернин после тяжелой продолжительной болезни 7 (19) сентября 1866 года.